# Mérida (Veneçuela)
La ciutat de Santiago de los Caballeros de Mérida o, simplement, Mérida és la capital del municipi Libertador i de l'Estat de Mérida i una de les principals localitats dels Andes veneçolans. Va ser fundada el 1558, i formava part aleshores de la Nova Granada. Tot i això, va passar després a pertànyer a la Capitania General de Veneçuela, i tingué un paper actiu durant la Guerra d'Independència.
La població de la capital és de 204.879 habitants i l'àrea metropolitana que comprèn el Municipi Libertador arriba a les 300.000 persones (Cens 2001). La ciutat representa el 28% de la població total de l'Estat de Mérida, que compta més de 750.000 habitants (segons el Cens de 2001). És seu de la Universitat dels Andes i de l'Arxidiòcesi de Mérida. A més, té el telefèric més alt i el segon més llarg del món. És el major centre estudiantil i turístic de l'occident veneçolà. També presenta com a atractiu el Sistema de Transport Massiu Trolebús de Mérida, que serveix de mitjà de transport turístic, gràcies a la seva estructura.
Aquesta ciutat se situa sobre un altiplà enclavat a la vall del riu Chama, que la recorre d'extrem a extrem. La localitat de Mérida està situada a una altitud d'1.600 msnm. Com a teló de fons, s'alça a l'horitzó merideny el cim més elevat del país: el pic Bolívar.

## Toponímia

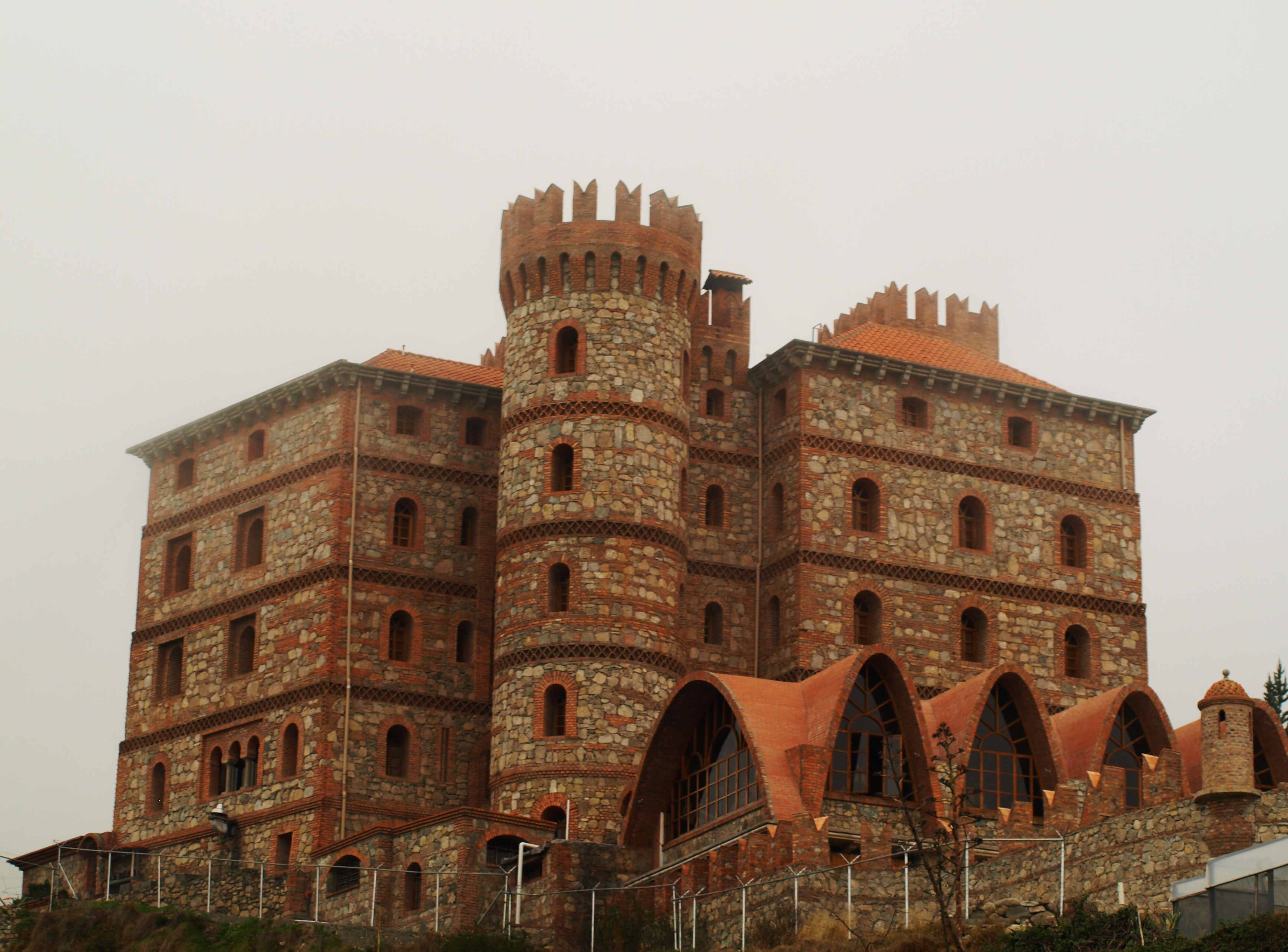
Castell de Mucuchies.

La ciutat rebé el seu nom del seu fundador, Juan Rodríguez Suárez, que la va batejar així per honorar la seva ciutat natal, Mèrida, de la regió espanyola d'Extremadura.
No obstant això, Juan de Maldonado li va canviar el nom després a San Juan de las Nieves. El 1559, va tornar a canviar de nom, optant aquesta vegada per Santiago de los Caballeros. Progressivament, es va anar adoptant la denominació Santiago de los Caballeros de Mérida, combinant així les variants anteriors dels noms de la ciutat.
El nom Mérida prové del terme "emèrita", paraula llatina que significava "de qui té mèrit" i alhora "emèrit", veritable origen etimològic del nom, ja que una altra accepció del terme en llatí estava relacionada amb els soldats que resulten llicenciats de l'exèrcit. Així doncs, la ciutat de Mèrida, capital actual de la Comunitat Autònoma d'Extremadura, té aquest origen: el nom d'Emèrita Augusta significava que va ser una ciutat fundada en temps d'August amb soldats llicenciats de l'exèrcit, els quals es van ubicar en un poblat ja existent, a canvi de donar la categoria de ciutadans romans als antics pobladors. D'altra banda, també en espanyol i en anglès, la paraula emèrit significa jubilat ("Professor Emèrit" i en anglès "Emeritus Professor" signifiquen Professor jubilat). Amb el pas del temps, aquest nom va anar mutant fins a esdevenir "Mérida", perdent la E inicial i canviant la t per la d, tot i que altres derivats com "meritori" o el mateix "emèrit" sí que han conservat una forma més semblant a la paraula llatina. I un altre tret comú entre la Mérida espanyola i la veneçolana és que en les dues ciutats hi ha un afluent del riu principal amb el nom de Albarregas.